# Stefano Labbia
Stefano Labbia (Roma, 1984) è uno sceneggiatore, poeta, scrittore, editore e produttore televisivo italiano di origine brasiliana.

## Istruzione
Ha studiato sceneggiatura presso l’UEA, l’università dell’Anglia orientale.

## Come autore
Dal 2014 al 2017, scrive le sceneggiature e sviluppa i soggetti di svariati programmi televisivi, film e serie tv angloamericani e italiani.
Appassionato di scrittura, dal 2016 partecipa a diversi concorsi letterari. Proprio nel 2016 esordisce come poeta con la raccolta di poesie Gli orari del cuore (Casa Editrice Leonida).

Nel 2017 mentre conduce il programma radio Deliradio, dedicato a poesia, teatro e musica, pubblica la sua seconda raccolta poetica, I giardini incantati (Talos Edizioni), mentre il suo romanzo d’esordio, Piccole vite infelici, Vince il Premio Elison 2017. L’opera viene immediatamente pubblicata in versione e-book da Elison Edizioni, mentre «Il Fatto Quotidiano» la segnala e ne pubblica l’incipit. L’anno successivo, il romanzo è pubblicato anche in versione cartacea da Maurizio Vetri Editore.

Sempre nel 2018, Labbia scrive due raccolte di racconti, Bingo Bongo & altre storie (Il Faggio Edizioni) e Il padre di Kissinger era un bastardo, che verrà pubblicato nel 2020 da Black Robot Publishing. Inoltre, nello stesso periodo, un suo soggetto sul tabagismo viene illustrato da Giovan Giuseppe Trani e pubblicato su La Lettura, supplemento del «Corriere della Sera».

L’anno successivo, nel 2019, l’autore pubblica la sua terza raccolta di poesie Vivo!!! (Tempra Edizioni). Il 2019 vede, inoltre, l’esordio di Labbia come autore di graphic novel, con Killer Loop’S  (LFA Publisher) e come illustratore in Super Santa for Peace (Aster Academy), dove collabora con artisti internazionali.

Nel 2020 Labbia pubblica la sua quarta raccolta poetica, Nel rifugio sommerso, edita da Amazon.

## Come imprenditore
Nel 2019 Labbia ha fondato la Black Robot Publishing, casa editrice specializzata in romanzi, fantasy e graphic novel, e la Black Robot Entertainment, casa di produzione televisiva. Entrambe le attività hanno sede nel Regno Unito e forniscono prodotti in italiano e in inglese.

## Sceneggiature
- Police Assault – Justice, 2014;
- American In, 2015;
- Dallas Boulevard, 2015;
- Life Goes On – La vita va avanti, 2015;
- (R)Evolution, 2015;
- Safe, Usa, 2015;
- Butterfly Lies, UK, 2015-2016;
- Fear, 2015-2016;
- WMW – What Men Want, 2015-2016;
- Wow, Mediaset Infinity, 2016;
- Boh, Mediaset Infinity, 2016;
- Sisco, 2017.

## Graphic novel
Killer Loop’S, vol. 1, LFA Publisher, 2019.

## Collaborazioni letterarie
- Versus Sulmona 2016-2017, Lupi Editore, 2016-2017;
- Preghiera di un uomo che cade dalle nuvole, SensoInverso Edizioni, 2017;
- Rosa, Sensoinverso Edizioni, 2017;
- Un penny dall'inferno, SensoInverso Edizioni, 2017;
- Una città che scrive. Una città che rinasce, Associazione Una città che…, 2017;
- Nello specchio, SensoInverso Edizioni, 2018.

## Raccolte di poesie
- Gli orari del cuore, Casa Editrice Leonida, 2016;
- I giardini incantati, Talos Edizioni, 2017;
- Vivo!!!, Tempra Edizioni, 2017;
- Nel rifugio sommerso, Amazon, 2020.

## Raccolte di racconti
- Bingo Bongo & altre storie, Il Faggio Edizioni, 2018;
- Il padre di Kissinger era un bastardo, Black Robot Publishing, 2020.
- La vendetta di Giasone, Amazon ed. copertina di Concetta Flore.

## Romanzi
Piccole vite infelici, Maurizio Vetri Editore, 2018.

## Concorsi e premi letterari
- 2016 - Concorso Giuseppe Gioacchino Belli, XXVIII Edizione;
- 2017 - Concorso Giuseppe Gioacchino Belli, XXVIV Edizione;
- 2017 - Concorso Mario Dell'Arco, Accademia Giuseppe Gioacchino Belli;
- 2017 - Contest letterario LuceNera, III edizione;
- 2017 - Contest letterario Oceano di Carta;
- 2017 - Contest letterario Versi in volo;
- 2017 - Premio Elison Publishing;
- 2017 - Premio Internazionale Una città che scrive;
- 2017 - Premio Nazionale Nobildonna Maria Santo, Accademia Giuseppe Gioacchino Belli;
- 2018 - Contest letterario LuceNera, IV edizione.